# 板橋区役所前駅
板橋区役所前駅（いたばしくやくしょまええき）は、東京都板橋区板橋二丁目にある、東京都交通局（都営地下鉄）三田線の駅。駅番号はI 18。

## 年表
- 1968年（昭和43年）12月27日：都営地下鉄6号線開業に伴い開業。
- 1978年（昭和53年）7月1日：6号線を三田線に改称[3]。
- 2007年（平成19年）3月18日：ICカード「PASMO」の利用が可能となる[4]。

## 駅構造
相対式ホーム2面2線の地下駅。
山手通りの大山側に出入口がないなど、小さな駅となっている。これは建設時に、首都高速中央環状線板橋ジャンクションの建設と地上道路の立体交差（アンダーパス）計画があり、当駅はこれらの計画を盛り込んだうえで建設されたためである。
2003年頃から防災改良工事を兼ねて駅の改修工事が行われた。それまでは他の三田線の駅と同様にタイル張りの壁で汚れが目立っていたが、配色はそのままでタイルからパネルへ交換が行われた。また、A1出入口付近にエレベーターが新設され、ホームが明るい雰囲気になった。さらに現在、A2・A3出入口付近でもエレベーターの設置工事が行われている。

### のりば
| 番線 | 路線       | 行先              |
| ---- | ---------- | ----------------- |
| 1    | 都営三田線 | 目黒・ 東急線方面 |
| 2    | 都営三田線 | 西高島平方面      |

（出典：都営地下鉄:駅構内図）

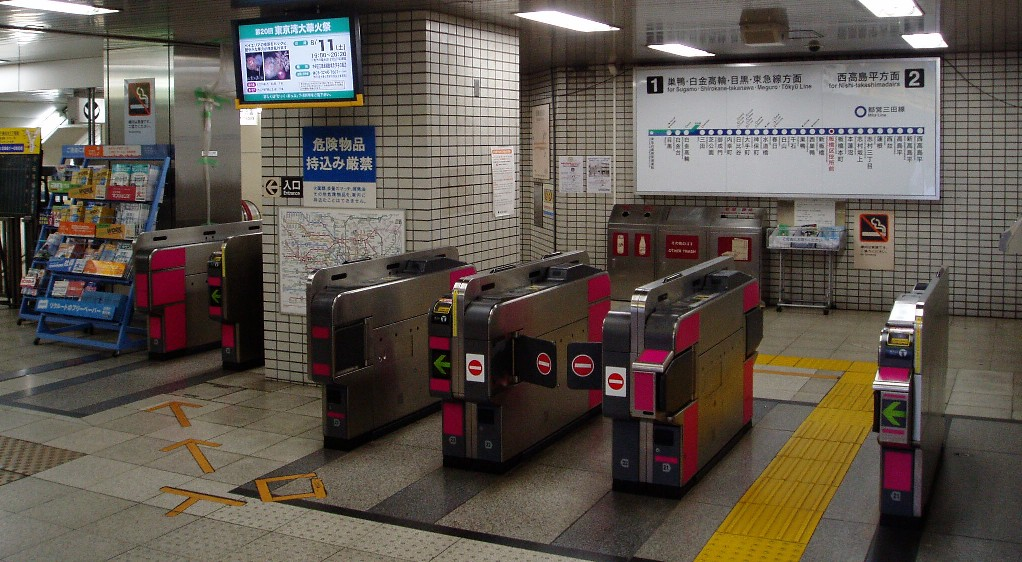
2番線ホーム側改札口（2007年8月）
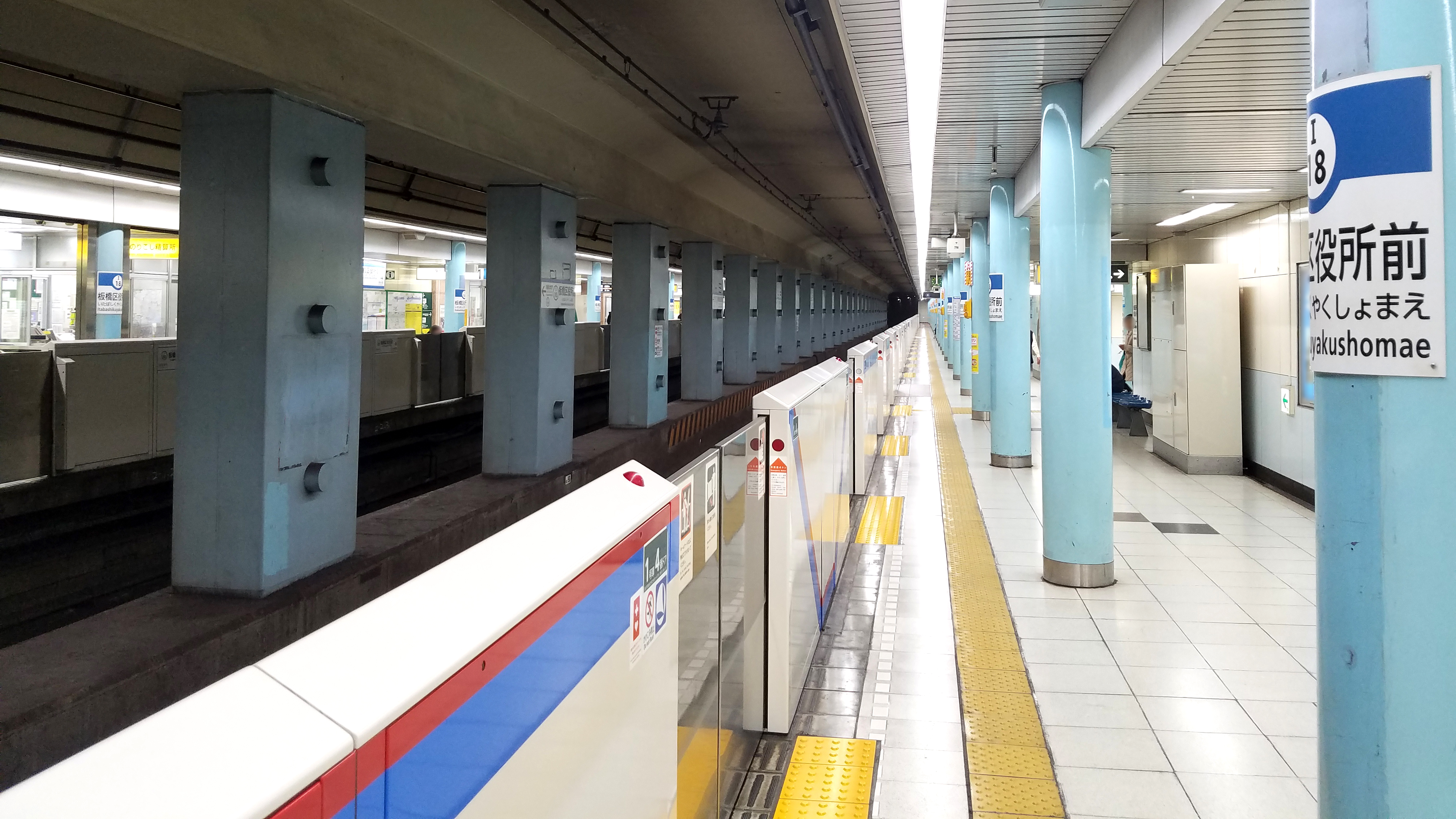
ホーム（2019年12月）

## 利用状況
2023年（令和5年）度の1日平均乗降人員は33,494人（乗車人員：16,752人、降車人員：16,742人）である。
各年度の1日平均乗降・乗車人員の推移は下表の通り。

### 平成
| 年度               | 1日平均 乗降人員 | 1日平均 乗車人員 | 出典     |
| ------------------ | ---------------- | ---------------- | -------- |
| 1990年（平成02年） |                  | 13,227           | [ * 1 ]  |
| 1991年（平成03年） |                  | 13,620           | [ * 2 ]  |
| 1992年（平成04年） |                  | 13,693           | [ * 3 ]  |
| 1993年（平成05年） |                  | 13,600           | [ * 4 ]  |
| 1994年（平成06年） |                  | 13,652           | [ * 5 ]  |
| 1995年（平成07年） |                  | 13,068           | [ * 6 ]  |
| 1996年（平成08年） |                  | 12,951           | [ * 7 ]  |
| 1997年（平成09年） |                  | 12,978           | [ * 8 ]  |
| 1998年（平成10年） |                  | 13,315           | [ * 9 ]  |
| 1999年（平成11年） |                  | 12,975           | [ * 10 ] |
| 2000年（平成12年） |                  | 13,093           | [ * 11 ] |
| 2001年（平成13年） |                  | 13,268           | [ * 12 ] |
| 2002年（平成14年） |                  | 13,244           | [ * 13 ] |
| 2003年（平成15年） | 26,512           | 13,216           | [ * 14 ] |
| 2004年（平成16年） | 26,187           | 13,030           | [ * 15 ] |
| 2005年（平成17年） | 26,541           | 13,225           | [ * 16 ] |
| 2006年（平成18年） | 26,951           | 13,444           | [ * 17 ] |
| 2007年（平成19年） | 27,983           | 14,036           | [ * 18 ] |
| 2008年（平成20年） | 28,558           | 14,378           | [ * 19 ] |
| 2009年（平成21年） | 28,563           | 14,380           | [ * 20 ] |
| 2010年（平成22年） | 28,499           | 14,321           | [ * 21 ] |
| 2011年（平成23年） | 28,125           | 14,181           | [ * 22 ] |
| 2012年（平成24年） | 29,187           | 14,664           | [ * 23 ] |
| 2013年（平成25年） | 30,253           | 15,203           | [ * 24 ] |
| 2014年（平成26年） | 31,799           | 15,974           | [ * 25 ] |
| 2015年（平成27年） | 33,029           | 16,584           | [ * 26 ] |
| 2016年（平成28年） | 33,659           | 16,887           | [ * 27 ] |
| 2017年（平成29年） | 34,647           | 17,380           | [ * 28 ] |
| 2018年（平成30年） | 35,198           | 17,652           | [ * 29 ] |

### 令和
| 年度               | 1日平均 乗降人員 | 1日平均 乗車人員 | 出典     | 出典       |
| 年度               | 1日平均 乗降人員 | 1日平均 乗車人員 | 東京都   | 交通局     |
| ------------------ | ---------------- | ---------------- | -------- | ---------- |
| 2019年（令和元年） | 35,277           | 17,681           | [ * 30 ] | [ 都交 2 ] |
| 2020年（令和02年） | 27,871           | 13,989           |          | [ 都交 3 ] |
| 2021年（令和03年） | 29,174           | 14,631           |          | [ 都交 4 ] |
| 2022年（令和04年） | 31,287           | 15,687           |          | [ 都交 5 ] |
| 2023年（令和05年） | 33,494           | 16,752           |          | [ 都交 1 ] |

## 駅周辺
駅名の通り、板橋区役所の前にあり、地下通路で結ばれている。
- 大山駅（東武東上線、0.8km）
- 東京都健康長寿医療センター
- 豊島病院
- 東京都水道局 板橋南営業所
- 板橋区保健所
- 警視庁 板橋警察署
- 東京消防庁 板橋消防署
- 板橋税務署
- 板橋区立氷川図書館
- 板橋区立グリーンホール
- 板橋区立板橋第一小学校
- 仲宿商店街
  - よしや 仲宿店
  - ライフ 仲宿店
- キャンドゥ
- 昭和鉄道高等学校
- 東京交通短期大学
- 板橋区立植村記念加賀スポーツセンター（旧板橋区立東板橋体育館）
  - 植村冒険館

## バス路線
最寄りの停留所は「板橋区役所」である。国際興業バスによる以下の路線が発着する。
- 池20 - 池袋駅西口 / 高島平操車場
- 池20-2 - 高島平操車場
- 池21：池袋駅西口 / 高島平駅

## 隣の駅
東京都交通局（都営地下鉄）
 都営三田線
新板橋駅 (I 17) - 板橋区役所前駅 (I 18) - 板橋本町駅 (I 19)